# Piedrahita de Castro
Piedrahita de Castro is een gemeente in de Spaanse provincie Zamora in de regio Castilië en León met een oppervlakte van 20,97 km². Piedrahita de Castro telt 88 inwoners (1 januari 2016).

## Demografische ontwikkeling
Bron: INE, 1857-2011: volkstellingen